# James Dearden
James Dearden, född den 14 september 1949 i London , brittisk manusförfattare, regissör och producent. Mest känd för att ha skrivit manus till succérysaren Farlig förbindelse, som från början var en kortfilm i Storbritannien men sedan blev en amerikansk storrysare.

## Filmografi (filmer som haft svensk premiär)
- 1987 - Farlig förbindelse - manus
- 1988 - Pascalis ö - regi och manus
- 1991 - En kyss före döden - regi och manus
- 1999 - Rogue Trader - regi, manus och producent